# Echinops angustilobus
Echinops angustilobus - это вид рода Мордовник, семейство Астровые.

Ботаническое описание

Многолетнее травянистое растение высотой 40–210 см; стебли прямостоячие, фиолетовые, с восходящими ветвями, беловойлочно-опушённые, но голые, железисто-щетинистые. Листья жёсткие, колючие, от перисто-раздельных до трёхперисто-раздельных, (обратно-)яйцевидные или эллиптические в очертаниях, 2–62 см в длину, 1–20 см в ширину, с многочисленными линейными сегментами с заострёнными кончиками, уменьшающимися в размере к основанию, сужающимися у основания, тонко-паутинистыми, но голыми и с рассеянными железистыми волосками сверху, бело-опушёнными снизу, за исключением голой средней жилки с рассеянными железами. Головки длиной 30–38 мм, в плотных верхушечных шаровидных соцветиях диаметром 7–9 см; филлодии узкоэллиптические или продолговато-ланцетные (крайние лопатчатые), длиной 10–35 мм, на концах реснитчатые, с длинным шипиком и несколькими короткими боковыми шипиками у основания. Венчик белый или, реже, бледно-голубой, трубка длиной 5–8 мм, коротко железистая и иногда волосистая, доли 5–9,5 мм длиной, пыльники синие и кремовые, ветви столбика кремовые. Семена длиной ± 11 мм, густо восходящие, волосистые; хохолок из узких зубчатых чешуек длиной 1–3 мм.

Распространение

Родной ареал этого вида простирается от Эфиопии до Кении.

Среда обитания

Растение растёт на высоте 2000-2800 м.